# Карпов, Юрий Степанович
Юрий Степанович Карпов (14 апреля 1931 — 23 декабря 2001) — российский инженер, конструктор, доктор технических наук, участник разработки систем управления бортовой аппаратуры космических кораблей «Восток», «Восход», аппарата «Луна-2». Лауреат Ленинской премии, кавалер Ордена Ленина.

## Биография
В 1956 году окончил Таганрогский радиотехнический институт и в числе десяти молодых радио-инженеров из первого выпуска Таганрогского радиотехнического института в 1956 году был «захвачен» генеральным конструктором советских космических кораблей Сергеем Королёвым для работы над космической программой СССР.
Юрий Карпов стал одним из основоположников направления, связанного с теоретической, проектной и практической разработкой систем управления бортовой аппаратурой, объединяющих электрооборудование, средства интеграции человек-машина, автоматику и вычислительную технику космических аппаратов. С 1994 по 1999 год Карповым лично и в соавторстве разработаны новые научно-концептуальные положения построения бортового комплекса управления международной космической станцией МКС.

## Цитаты
- «Разработку АСПС — автоматической системы подготовки старта — поручили Караштину, выпускнику Таганрогского радиотехнического института. Он был направлен вместе с Карповым и Шевелевым, которые начиная с третьего спутника, захватили фронт разработок системы автоматического управления космическими аппаратами. Широчайший диапазон для приложения творческих способностей был у молодых инженеров, попавших в поток программ»[3] — Борис Черток.